# Qvale Mangusta
De Tomaso Biguà – samochód sportowy klasy kompaktowej wyprodukowany pod włoską marką De Tomaso w 1996 roku i pod włoską marką Qvale jako Qvale Mangusta w latach 1999–2002.

## Historia i opis modelu

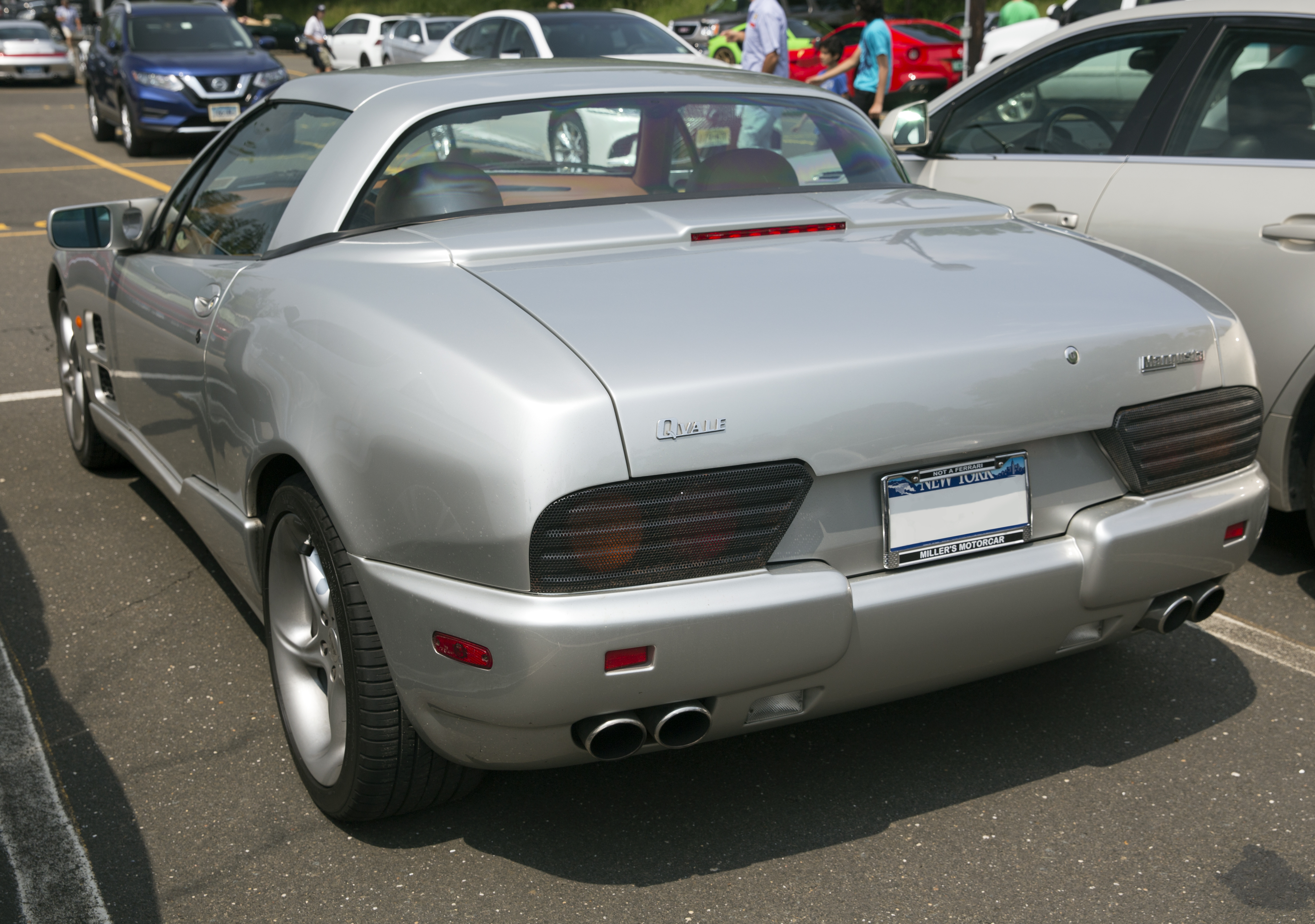
Qvale Mangusta – tył

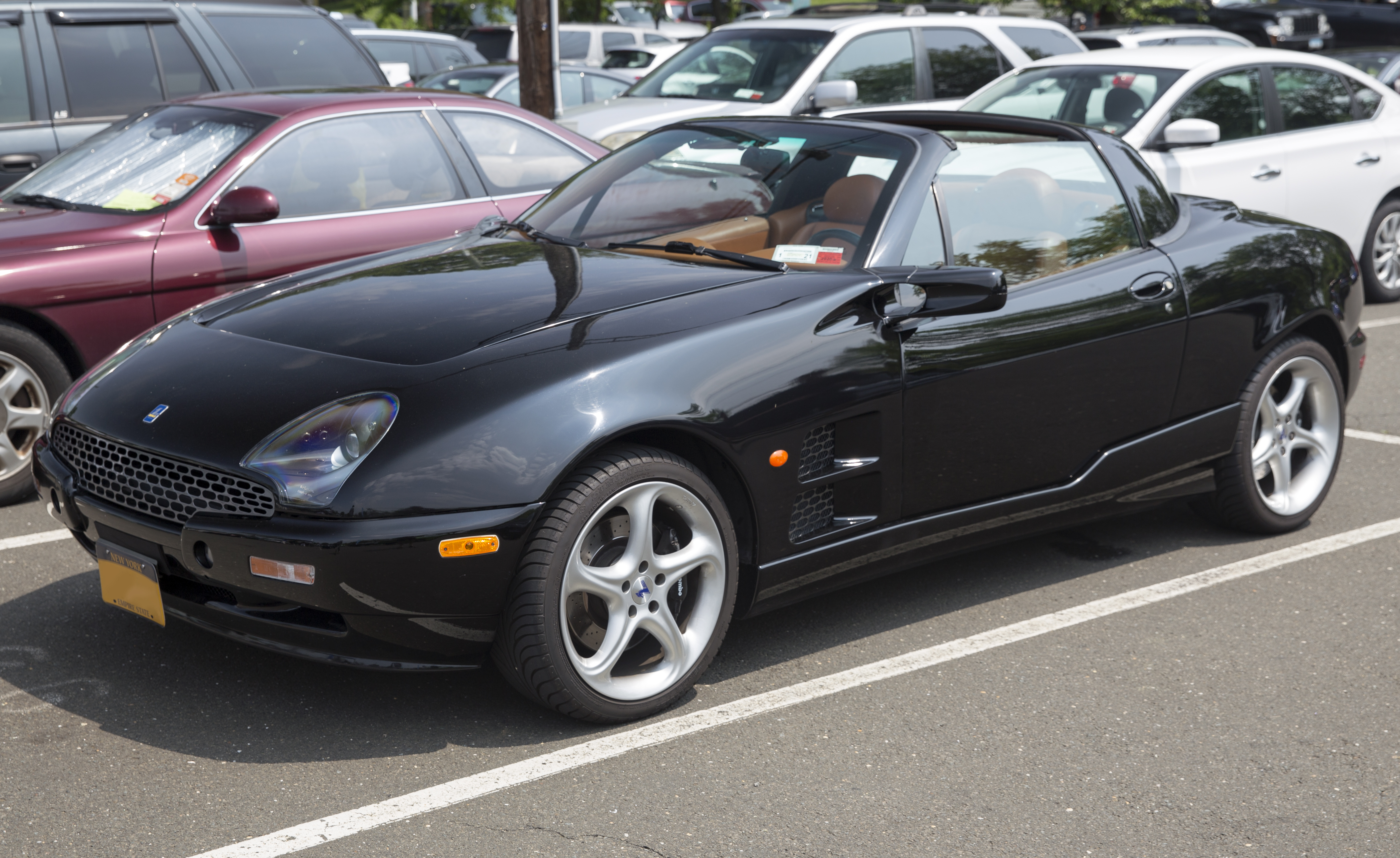
Qvale Mangusta w Nowym Jorku

W 1996 roku podczas marcowych targów samochodowych Geneva Motor Show włoskie De Tomaso przedstawiło przedprodukcyjny egzemplarz modelu De Tomaso Biguà mającego uzupełnić ofertę firmy wówczas tworzonej tylko przez niskoseryjne, sportowe Guarà. Awangardowo stylizowany samochód sportowy zaprojektowany został przez legendarnego włoskiego projektanta, Marcello Gandiniego. Obła, nieregularnie ukształtowana sylwetka została przyozdobiona przez liczne łuki, na czele z charakterystycznie ukształtowanymi, wąsko rozstawionymi reflektorami połączonymi owalnym wlotem powietrza.
De Tomaso Biguà wyposażone zostało w nietypowy system składania dachu. Bazowo samochód był 2-drzwiowym, dwumiejscowym coupé z twardym dachem. Na życzenie można było dokonać demontażu części nad głową kierowcy i pasażera, czyniąc pojazd targą. Trzecią płaszczyzną było schowanie tylnej szyby i pałąka za zagłówkami, czyniąc Biguę pełnowartościowym kabrioletem.
Do napędu samochodu wykorzystany został benzynowy silnik typu V8 konstrukcji amerykańskiego Forda. Jednostka o pojemności 4,8 litra charakteryzowała się mocą 320 KM i przenosiła napęd na tylną oś za pomocą 5-stopniowej, manualnej skrzyni biegów. Ważący 1450 kg dwumiejscowy kabriolet potrzebował 6 sekund aby rozpędzić się do prędkości 100 km/h.

### Zmiana nazwy
Problemy finansowe De Tomaso, jakie pogłębiły się w drugiej połowie lat 90. XX wieku, uniemożliwiły sprawne wprowadzenie samochodu do produkcji po premierze w 1996 roku. Alejandro de Tomaso nawiązał tym samym kontakt z partnerem biznesowym, Amerykaninem Bruce'em Qvale. Na mocy porozumienia samochód trafił do produkcji w 1999 roku, pierwotnie mając nosić oznaczenia firmowe De Tomaso i zyskując nazwę De Tomaso Mangusta. Amerykański partner chciał posiadać prawa do reklamowania samochodu w ramach powstałej właśnie firmy Qvale z siedzibą w Modenie, na co nie zgodziło się De Tomaso - w ten sposób, samochód ostatecznie zmienił nazwę na Qvale Mangusta i przestał być wiązany z pierwotnym autorem projektu. Odtąd samochód sprzedawano jako samodzielną inicjatywę Qvale.

### Sprzedaż
Qvale Mangusta produkowane było łącznie przez 3 lata, a między 1999 a 2002 rokiem w zakładach włoskiego przedsiębiorstwa powstały łącznie 284 samochody wyeksportowane głównie do Stanów Zjednoczonych. Po zakończeniu produkcji w 2002 roku technologia Mangusty pozostała dalej w użyciu. Rok później, w 2003, brytyjskie MG Cars kupiło prawa do wykorzystania płyty podłogowej, układu napędowego i silnika Forda, wykorzystując go do swojego sportowego coupe MG XPower SV wytwarzanego do 2005 roku.

### Silnik
- V8 4.6l Ford Modular